# Louis II. de Brancas
Louis II. de Brancas (* 5. Mai 1714 in Paris; † Dezember 1793 ebenda) war 5. Duc de Villars und Pair de France, 2. Duc de Lauraguais, Lieutenant-général des Armées du Roi, Gouverneur de Guise.

## Biografie
Louis de Brancas war der älteste Sohn von Louis-Antoine de Brancas, Duc de Villars, Pair de France, Comte de Lauraguais etc., und Marie Angélique Fremyn de Moras.
1730 wurde er Grande von Spanien 1. Klasse. 1731 erhielt er im Zusammenhang mit seiner Heirat durch königliches Brevet die Erlaubnis, schon zu Lebzeiten seines Vaters – nach dessen Verzicht – die Titel Duc de Lauraguais und Pair de France  zu führen: im gleichen Jahr schloss er die Ehe mit Adélaide-Geneviève-Félicité d’O, die bereits 1735 im Kindbett im Alter von etwa 19 Jahren starb, elf Tage nach der Geburt ihres zweiten Kindes.
1742 heiratete er die knapp 28-jährige Diane-Adélaïde de Mailly, die dritte von vier Mailly-Schwestern, die Mätressen des Königs Ludwig XV. waren oder werden sollten. 1745 wurde er Maréchal de camp und Ritter des Ordens vom Goldenen Vlies (spanischer Zweig, Nr. 723). 1748 wurde er Lieutenant-général des Armées du Roi.
Im Jahr 1750 starb Léon de Madaillan de Lesparre, Marquis de Lassay und Erbauer des Hôtel de Lassay. Da sie es nicht selbst bewohnte, schenkte seine Witwe dieses Hôtel particulier den Söhnen ihrer Nichte Adélaide-Geneviève-Félicité d’O aus deren Ehe mit Louis II. de Brancas. Das nunmehr Palais Brancas-Lauraguais genannte Stadtschloss wurde vom Duc de Lauraguais und seiner Familie genutzt, bis die Söhne des Herzogs es 1768 an Louis V. Joseph de Bourbon, prince de Condé verkauften. In dieser Zeit war das Palais „einer der meistbeachteten Privatbauten“ in Paris.
1755 verzichtete Louis II. de Brancas auf den Titel des Duc de Lauraguais zugunsten seines ältesten Sohnes. 1758 wurde er Gouverneur von Guise. Durch den Tod seines Vaters 1760 wurde er Herzog von Villars und (wiederum) Pair de France.

## Ehen
⚭ (1) 27. August 1731 Adélaide-Geneviève-Félicité d’O, * um 1716, † 26. August 1735 in Paris, ca. 19 Jahre alt, Tochter von Simon-Gabriel d‘O, Mestre de camp du Régiment d’Infanterie de Toulouse, Brigadier des Armées du Roi, und Anne-Louise de Madaillan de Lesparre;
⚭ (2) 29. Januar 1742 Diane-Adélaide de Mailly, * März 1714, † 30. November 1769, Mätresse Ludwigs XV., Tochter von Louis de Mailly, Marquis de Nesle, und Armande Félice de La Porte Mazarin
⚭ (3) 1775 Catherine Frederica Wilhelmina von Neukirchen gen. Nijvenheim, Schwester von Albertine Elisabeth de Champcenetz

## Nachkommen
Aus der Ehe mit Adélaïde d’O:
- Louis-Léon-Félicité de Brancas (* 3. Juli 1733 in Paris, † 8. Oktober 1824 ebenda), dit le Comte de Lauraguais, 6. Duc de Villars, Pair de France, Grande von Spanien 1. Klasse, zu Lebzeiten seines Vaters bereits 3. Duc de Lauraguais; ⚭ 11. Januar 1755 Élisabeth-Pauline de Gand de Mérode de Montmorency, * 20. Oktober 1737, † guillotiniert 16. Februar 1794, Tochter von Alexandre-Maximilien-Balthasar de Gand, Graf von Middelburg, Maréchal de camp, und Françoise de La Rochefoucauld
- Bufile-Antoine-Léon de Brancas (* 15. August 1735 in Paris, † März 1821 ebenda), dit le Comte de Brancas; ⚭ (Ehevertrag 13. Februar 1766) Marie-Louise de Lowendal, * 16. April 1746 in Paris, † 14. Oktober 1835 in Versailles, Tochter von Ulrich von Löwendal (Woldemar, Comte de Lowendal), Marschall von Frankreich

Aus der Ehe mit Diane-Adélaïde de Mailly:
- Tochter, * November 1744, † 3. Januar 1749

Aus der Ehe mit Catherine von Neukirchen:
- Louis Albert de Brancas, 1830 Pair de France mit dem Titel Duc de Céreste, * 8. Oktober 1775 in Paris, † 28. September 1851 in Château de Fourdrain bei Laon, Chambellan Napoleons I., Maréchal de Camp Karls X., Januar 1830 Pair de France als Duc de Céreste;⚭ 1797 Henriette Pauline de Monestay de Chazeron, * 1776, † 27. August 1858 in Château de Fourdrain, Tochter von François Amable de Monestay, Marquis de Chazeron, und Diane de Baschi de Saussan

## Weblink
- Libro d’Oro della Nobilità Mediterranea – de Brancas – Duchi di Villars e Pari di Francia (online, ohne Quellenangaben, abgerufen am 10. Januar 2020)